# Krabat
Krabat (titulada en español Krabat y el molino del diablo) es el título de una novela escrita por el alemán Otfried Preussler, la cual está basada en una leyenda tradicional sorbia; trata de un joven huérfano que se convierte en aprendiz de un mago de las artes oscuras. Los temas recurrentes son la magia, el poder, la muerte, el destino, y la amistad. Se le considera un clásico de la literatura juvenil alemana y ha sido traducida a más de 31 idiomas.

## Argumento

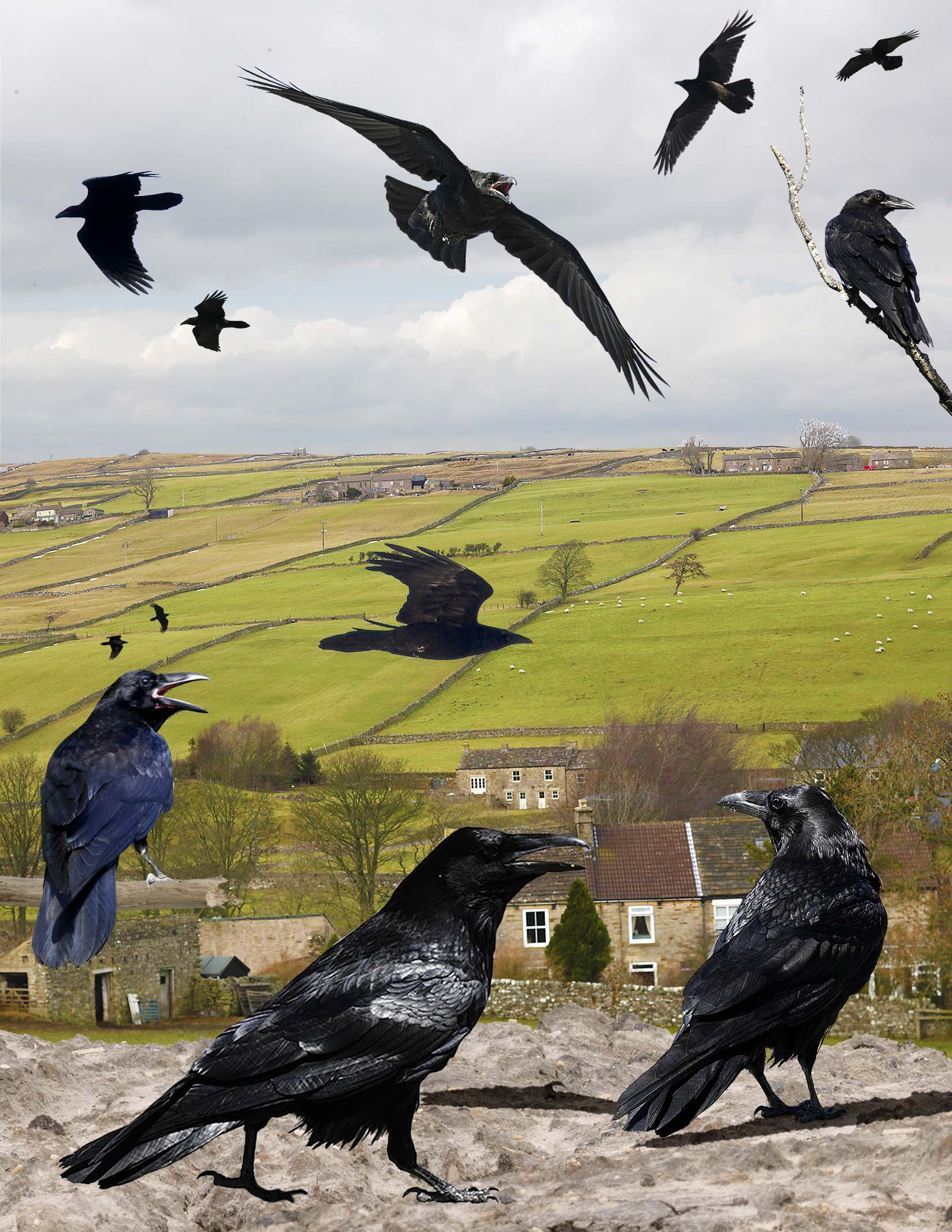
Los 12 mozos del Molino Negro se convierten en cuervos.

Ubicada a principios del siglo XVII, durante la Guerra de los Treinta Años, la historia sigue la vida de Krabat, un chico sorbio huérfano de 14 años que se dedica a mendigar en la región de Lusacia. Durante tres noches seguidas, una voz le llama en sueños a un molino en la villa de Schwarzkollm (Sajonia, Alemania). Al llegar ahí, el molinero le toma como mozo. El trabajo es extenuante, pero obtiene techo y comida. 
Finalmente, Krabat se une a una hermandad secreta compuesta por sus compañeros mozos, quienes son realmente aprendices de mago del molinero (el Amo) y éste les instruye en las artes oscuras. Los primeros poderes que Krabat obtiene parecen inofensivos, como la habilidad de transformarse en un cuervo. Otras peculiaridades de este molino incluyen la falta de visitantes externos o clientes que lleven granos o compren la harina (a pesar de que el molino trabaja continuamente); el único visitante regular es un misterioso sujeto apodado el Padrino, identificado como el Diablo por su pluma roja ardiente en el sombrero que lleva. Durante la víspera de Año Nuevo, sucede que Tonda, mejor amigo de Krabat, muere en un misterioso accidente. Las sospechas de Krabat de que su amigo ha sido asesinado se refuerzan al año siguiente cuando Michal, otro compañero, muere bajo circunstancias similares, también en la víspera de Año Nuevo. Así, Krabat se da cuenta de que el molinero tiene un pacto con el Padrino: cada año, el Amo debe sacrificar a uno de sus aprendices en Nochevieja a cambio de la perpetuidad de sus poderes. 
Deseando vengarse de la muerte de sus amigos, Krabat se entrena en secreto para aumentar su fuerza mágica y poder luchar contra su maestro. En su búsqueda le ayuda una chica del pueblo cercano, una cantante de iglesia, Kantorka, cuyo nombre nunca se menciona (Kantorka significa simplemente 'corista' o 'cantora') de quien se ha enamorado a primera vista. Krabat se entera de que, para acabar con el hechizo, su enamorada debe desafiar al maestro por él; entonces, quien pierda el desafío tendrá que morir. El maestro ofrece a Krabat otra solución: Se retirará y dejará que Krabat herede el molino, junto con el pacto con el Padrino, pero Krabat se niega a perpetuar el pacto diabólico. Así que el desafío sigue adelante, y la tarea de la chica es distinguir a Krabat del resto de los muchachos jornaleros, y lo consigue porque siente el miedo de Krabat por la vida de ella, mientras que los demás temen solamente por la propia. Al final, ella rescata a Krabat de la muerte, y todos y los jornaleros escapan del molino. El maestro muere en el molino en llamas en la víspera de Año Nuevo, mientras que los sobrevivientes pierden todos sus poderes mágicos pero ganan su libertad.

## Origen

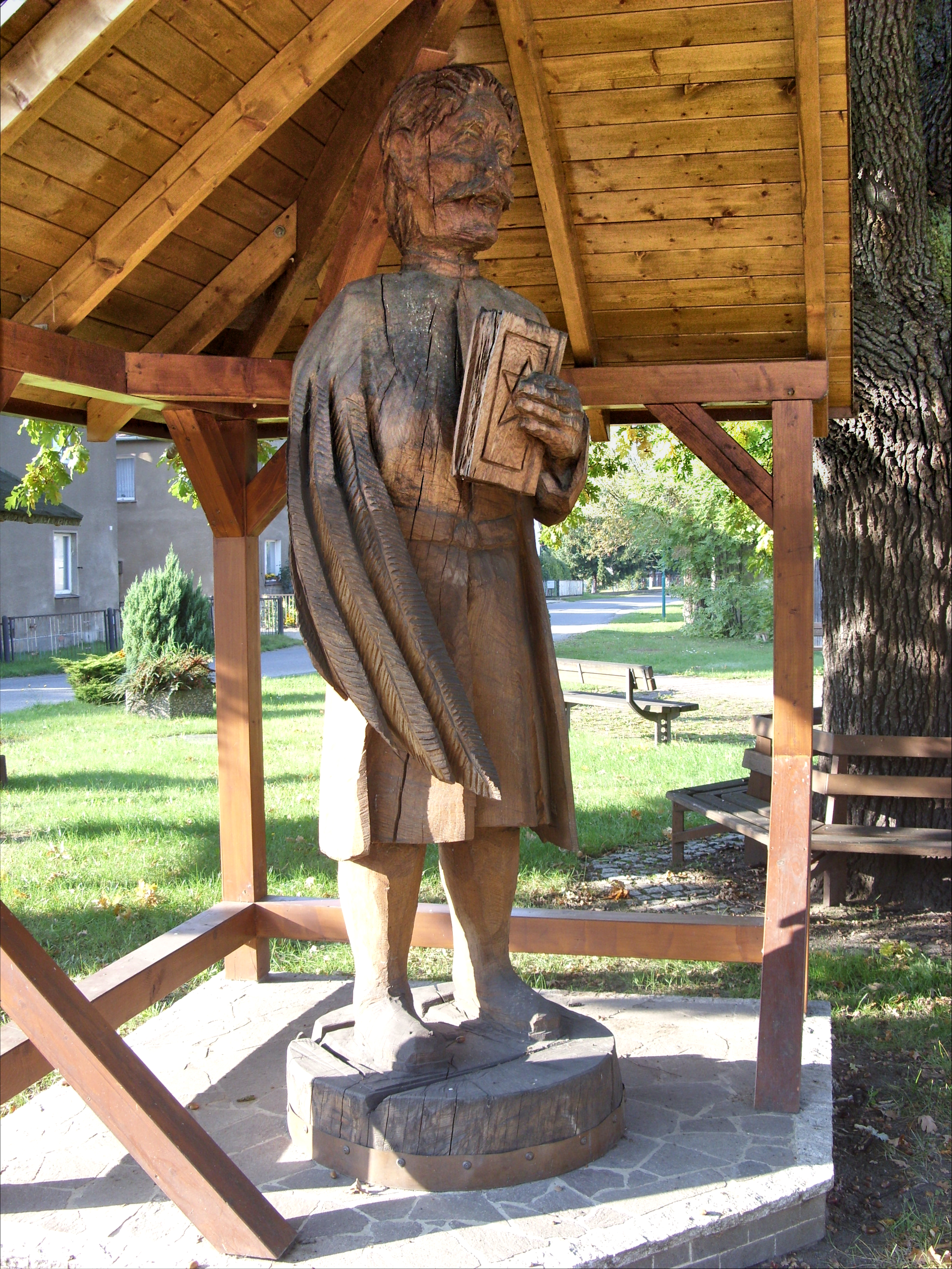
Estatua de Krabat en Groß Särchen, Sajonia, Alemania.

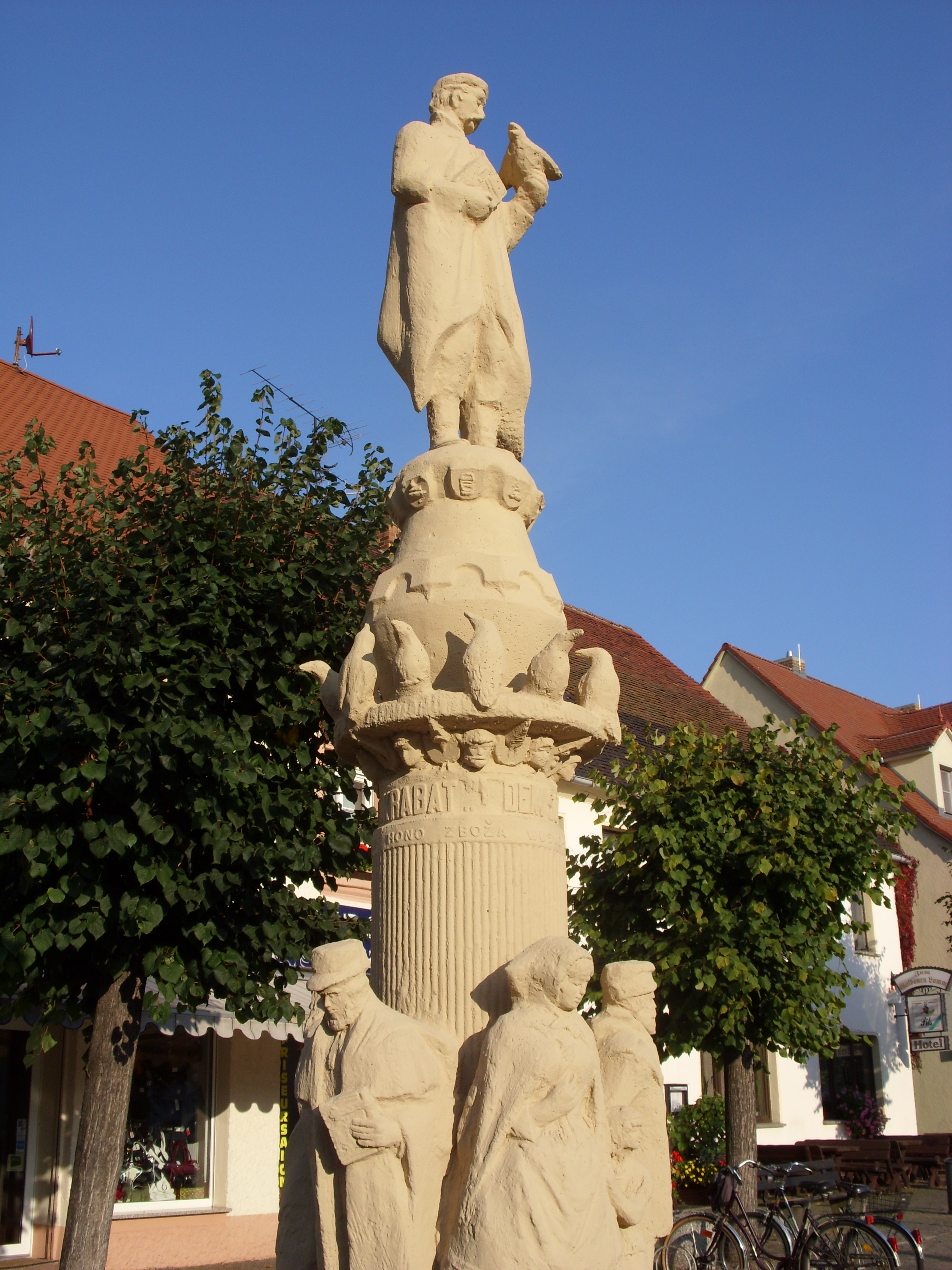
Estatua de Krabat en Wittichenau, Lusacia, Alemania.

La leyenda de Krabat es sorbia y sus orígenes se remontan al siglo XVIII, en la región de Lusacia y las villas cercanas a Hoyerswerda, donde se transmitía por tradición oral. Así, el contenido original ha ido variando con el tiempo. La base fehaciente de la leyenda data del año 1696, cuando el Príncipe Elector de Sajonia regresaba de una batalla contra los turcos y fue capturado por sus enemigos. El encargado de planear y ejecutar su exitoso rescate fue un distinguido coronel de origen croata llamado Johannes Schadowitz. Debido a lo grandioso que fue este rescate, aunado al imponente porte del gallardo, así como a su gran sabiduría, nació la leyenda de que Kroat o el Croata (Chorwat, en sórabo) era un poderoso hechicero. Actualmente, a la villa en la cual Schadowitz vivió desde 1691 y hasta su muerte en 1704, Groß Särchen (Sajonia), también se la conoce como Villa de Krabat. Hasta el día de hoy, en varias localidades de la Alta y Baja Lusacia, en los estados federados de Sajonia y Brandeburgo, se celebra el Krabatfest o Festival de Krabat. 

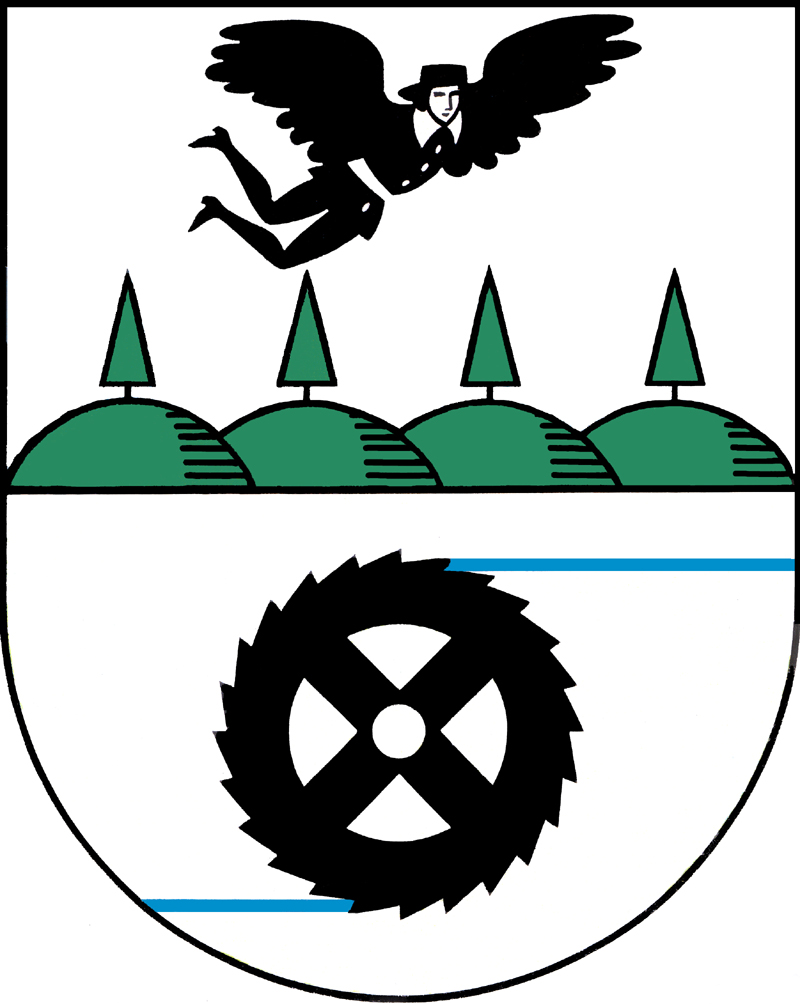
Escudo de Schwarzkollm, Sajonia, Alemania.

Los registros literarios más antiguos de la leyenda datan del siglo XIX: cuentos que trataban acerca de cómo Krabat pasó de ser un pobre huérfano a un gran mago que trataba con los más poderosos. En unas versiones, es un aprendiz de brujo llevado por su madre a una escuela de magia negra donde se convierte en un hechicero malvado; en otras, es rescatado por su madre del culto diabólico y se convierte, en su vejez, en un gran benefactor del pueblo que trae la buena fortuna.   Así, de Krabat se contaba que podía conjurar soldados a partir de granos de avena negra y, un relato muy común, que conducía su carruaje por el aire hasta Dresde. Durante uno de estos vuelos se dañó la torre de la iglesia de Kamenz, que sigue torcida hasta hoy. Otras versiones cuentan que, a su muerte, se transfiguró de cuervo negro a cisne blanco. El historiador alemán Jurij Pilk recolectó las viejas leyendas orales y escribió una versión de la leyenda titulada “Die wendische Faust-Sage” (“El Fausto sorbio”) en el año 1900. Por primera vez se menciona el pueblo de Eutrich, cerca de Königswarte (Baja Austria), como lugar de la infancia de Krabat, así como el Molino Negro cerca de Schwarzkollm como lugar de su formación como mago.
Fue una compilación de estas antiguas leyendas lo que inspiró a Otfried Preussler a escribir su novela. Él tenía unos doce años cuando encontró una colección de relatos folclóricos locales en la biblioteca de su padre.

«La historia dejó una impresión duradera en mí, especialmente por el misterioso nombre del protagonista... así como también el ominoso destino que se ensañaba con los jóvenes aprendices, el hecho de que cada año se tuviese que sacrificar al más distinguido de ellos, me conmovió profundamente.»

Pero no fue sino hasta la primavera de 1970 cuando Preussler decidió hacer de Krabat el protagonista de una de sus historias; aunque bastante cercana a los cuentos originales, el autor la ubicó en un periodo posterior para contar la historia a su generación (él nació en 1923):

«para una juventud seducida por un atractivo poder malvado y la disyuntiva de unírsele o combatirlo».

## Traducciones

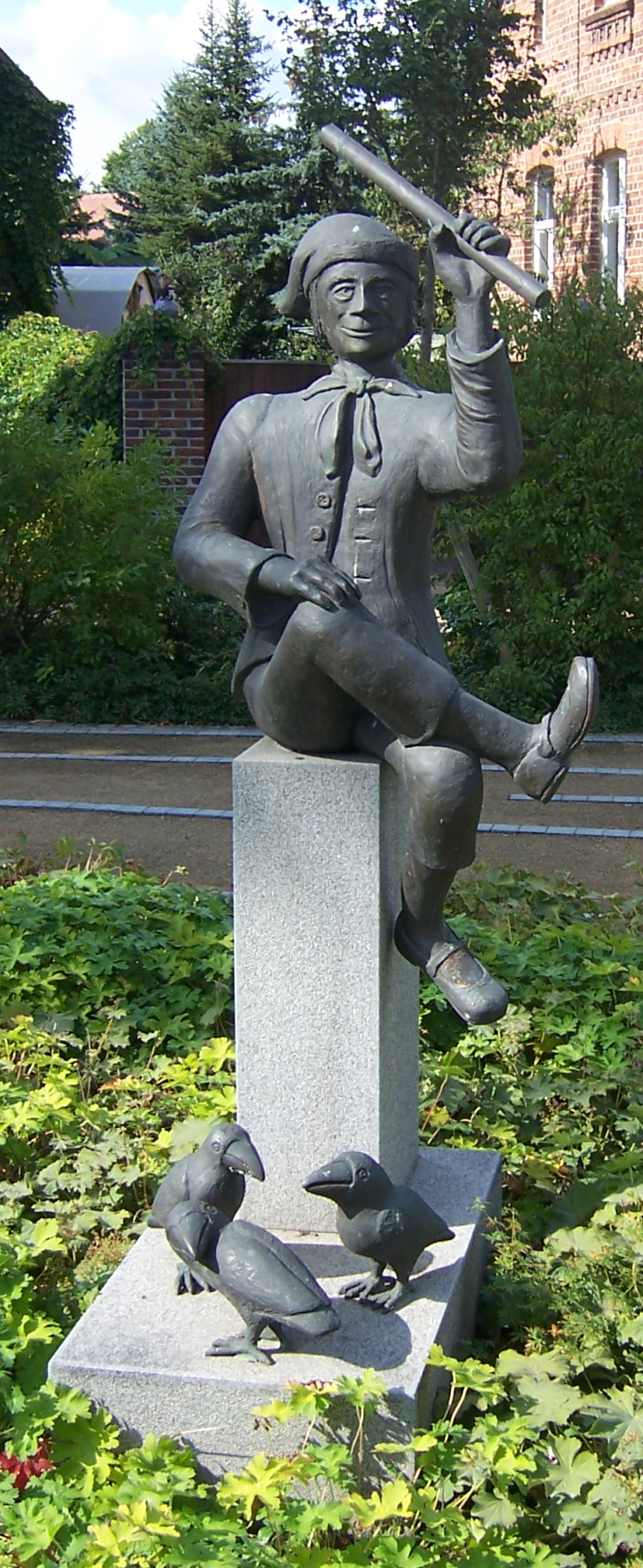
Estatua de Krabat en Schwarzkollm, Sajonia, Alemania

El título original ha variado según la traducción:
| Idioma    | Título                                                                    | Traducción                                          |
| Español   | Krabat y el molino del diablo (1981), Krabat y el molino del mal (2018)   |                                                     |
| Catalán   | Krabat i el molí del diable                                               | Krabat y el molino del diablo                       |
| Checo     | Čarodějův Učeň                                                            | El aprendiz de brujo                                |
| Chino     | 鬼磨坊                                                                    | El molino encantado                                 |
| Finés     | Mustan Myllyn Mestari                                                     | El amo del molino negro                             |
| Francés   | Les Douze Corbeaux (1973) / Le Maître des Corbeaux (1994) / Krabat (2009) | Los doce cuervos / El amo de los cuervos            |
| Hebreo    | הטחנה המכושפת                                                             | El molino encantado                                 |
| Holandés  | Meester van de Zwarte Molen                                               | El amo del Molino Negro                             |
| Húngaro   | Krabat, a Boszorkányinas                                                  | Krabat, el Hechicero                                |
| Inglés    | The Satanic Mill (1985) / The Curse of the Darkling Mill (2000)           | El molino satánico / La maldición del molino oscuro |
| Italiano  | Il Mulino dei Dodici Corvi                                                | El molino de los doce cuervos                       |
| Lituano   | Krabatas, arba Treji metai užburtame malūne                               | Krabat, o tres años en el molino hechizado          |
| Portugués | Krabat: No Moinho das Águas Negras                                        | Krabat: En el molino de Negras Aguas                |
| Rumano    | Krabat Moara Fermecata                                                    | Krabat el hechicero del molino                      |
| Ruso      | Крабат                                                                    | Krabat                                              |
| Sueco     | Han sålde sin Frihet                                                      | El que perdió su libertad                           |
| Ucraniano | Крабат: Легенды старой мельницы                                           | Krabat: La leyenda del viejo molino                 |

## Reconocimientos
- Libro Juvenil - Alemán, 1972.
- Mención honorífica del Premio Hans Christian Andersen, 1972.
- Libro Juvenil Europeo, 1973.
- Premio Silberner Griffel de Holanda, 1973.
- Libro destacado de 1973 por la American Library Association.
- Premio al Libro Juvenil, por la Asociación de Editores Polacos, 1977.[9]

## Adaptaciones de la obra

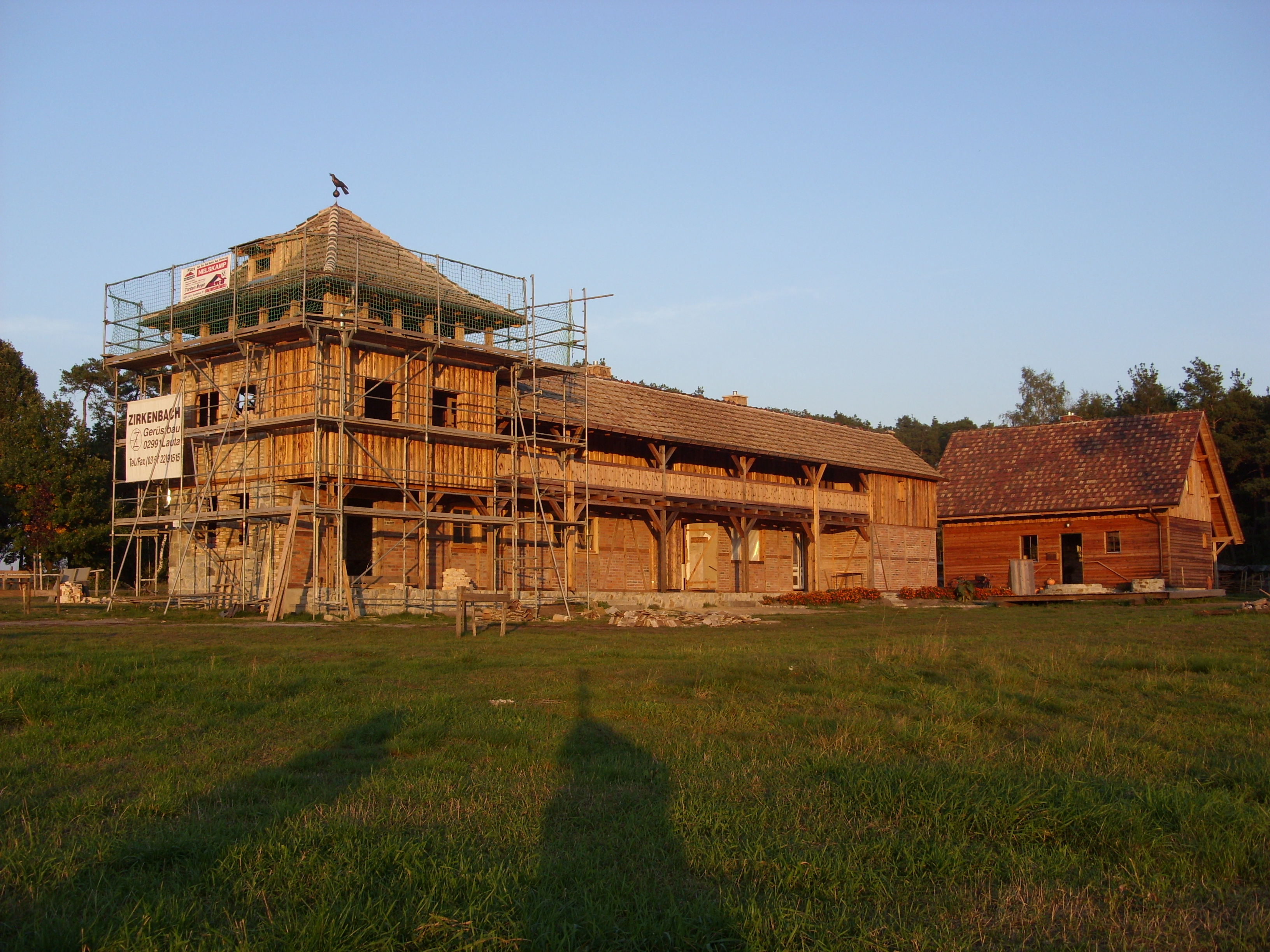
Reconstrucción del Molino Negro (como atracción turística) en Koselbruch, (Sajonia, Alemania).

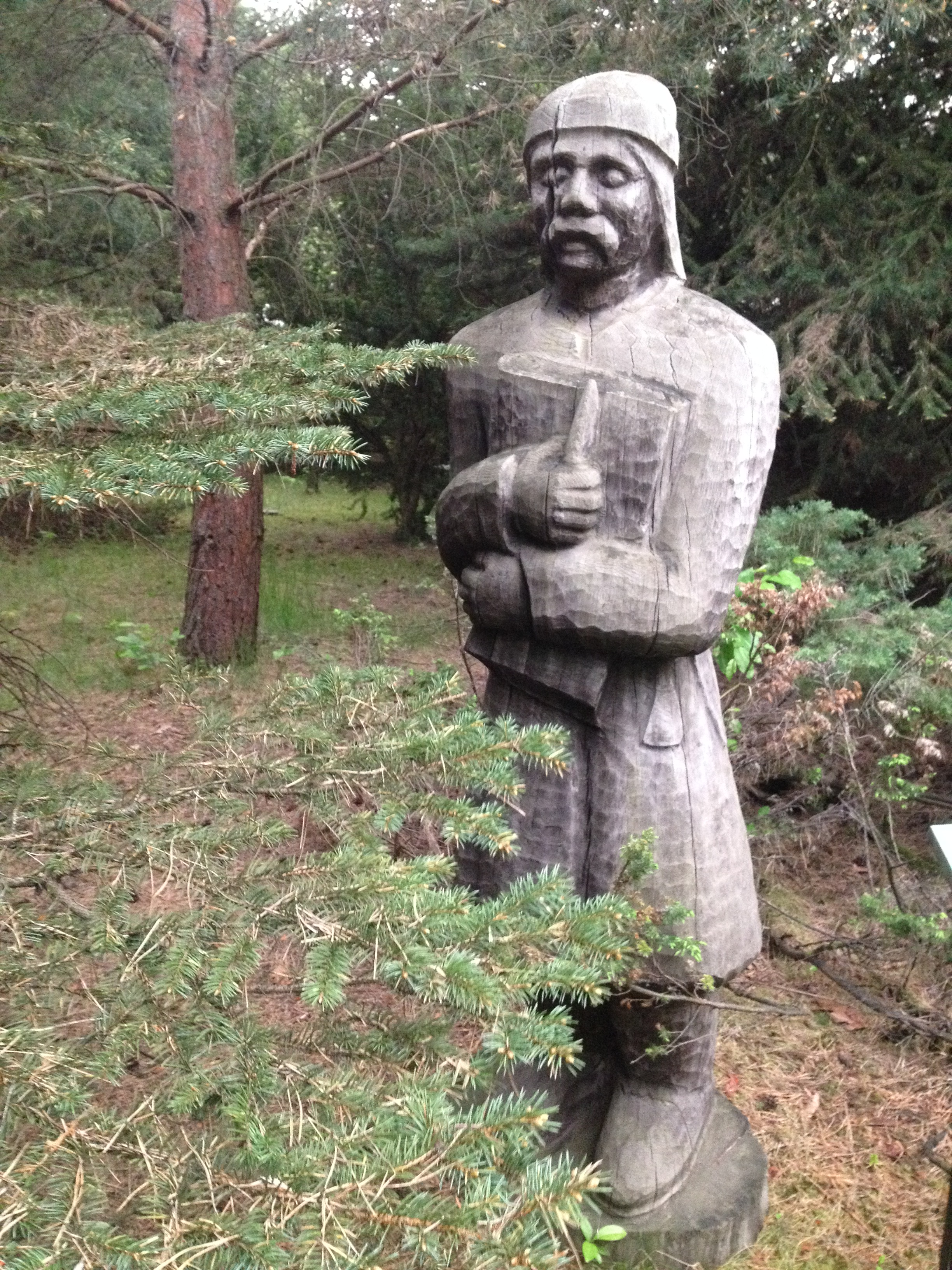
Escultura de Krabat en Běła Woda (Alta Lusacia)

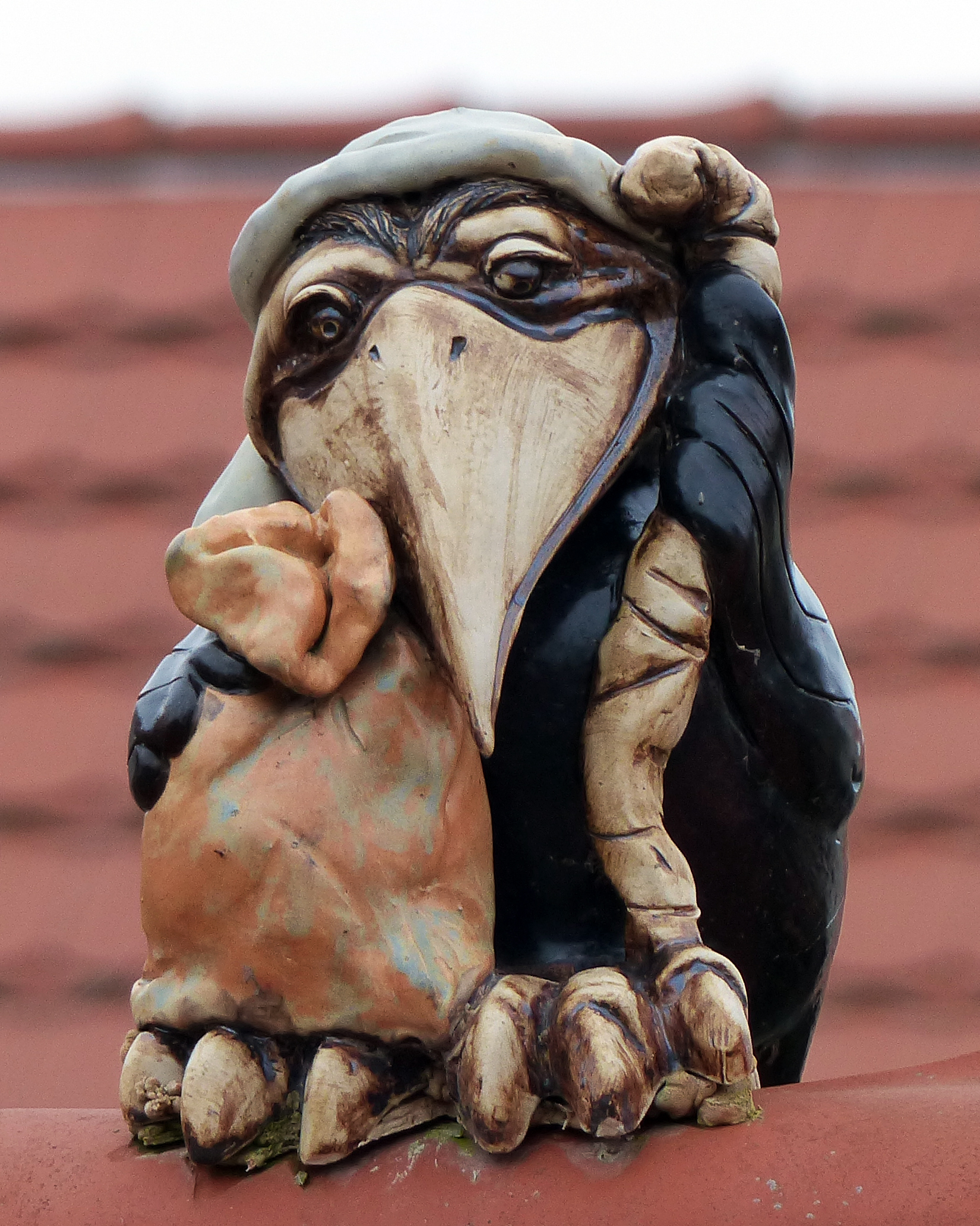
Krabat como cuervo, figura de arcilla en Schwarzkollm

### Radionovelas
- En 1983, se transmitió la obra en Alemania, Austria y Suiza en formato de radioteatro, narrada por el propio Otfried Preussler. Posteriormente, estas grabaciones fueron editadas como audiolibro en 2004[10] y 2008.[11]

- El sello radiofónico Titania Medien publicó en 2020 otra adaptación del material de Krabat dentro de su serie Gruselkabinett (con las voces de: Peter Weis (narrador), Tom Raczko (Krabat), Axel Lutter (Amo), Sascha Wussow (Padrino), Edda Fischer (Madre) y otros).

### Película animada
En 1978, la novela fue adaptada en una película animada checoslovaca, "Čarodějův učeň" ("El aprendiz de brujo"), dirigida por Karel Zeman.

### Película
En octubre de 2008, se estrenó en Alemania la adaptación fílmica del libro, dirigida por Marco Kreuzpaintner y con título homónimo. Cuenta con la participación en el elenco de David Kross como Krabat, Christian Redl (el Amo), Daniel Brühl (Tonda), Hanno Koffler (Juro) y Tom Wlaschiha (Hanzo). En España, se estrenó en enero de 2010 y en México en julio de ese mismo año, con el título de  "Krabat y el molino del diablo".

### Música
- La banda alemana ASP inició, en 2006, un proyecto para una versión musical de la historia. En agosto de 2008, el proyecto fue lanzado al mercado como un álbum doble con 15 temas, titulado "Zaubererbruder"("Hermano hechicero").[14]

- Krabat fue musicalizado con la canción "Der Meister" ("El Amo") de la banda alemana Nachtgeschrei en el álbum "Hoffnungsschimmer" ("Rayo de esperanza"), publicado en 2008.[15]

### Dramatizaciones teatrales
- En 1983, el compositor austriaco Cesar Bresgen estrenó la ópera Krabat, con un libreto escrito el año anterior, basado en la obra de Preussler. En ese mismo año, Krabat se estrenó en el Teatro de Marionetas de Düsseldorf y ha sido una producción habitual desde entonces.[16]

- En 1994, se estrenó en el Teatro del Príncipe Regente de Múnich la obra musical Krabat, de Nina Achminow, dirigida por Alexander Schulin, música compuesta por Estampie.

- En 1997, la ópera en dos partes Die Legende vom Krabat (La leyenda de Krabat) fue estrenada en la Sala Neuköllner Oper de Berlín por Winfried Radeke (música y dirección), Peter Lund (libreto y dirección), y Hans-Peter Kirchberg (dirección musical).[17]

- En 2004, la novela también se adaptó para el escenario en la ópera-ballet Krabat oder Die Erschaffung der Welt (Krabat o la creación del mundo) de Enjott Schneider.[18]

- En 2007, se estrenó otra versión operística, a cargo de Fredrik Zeller en el Teatro Nacional de Mannheim, dentro del programa de Ópera Joven.

- En otoño de 2007, Markus Bothe puso en escena Krabat como obra navideña en el Deutsches Schauspielhaus de Hamburgo. Se representó allí 87 veces en cinco años.[19]

- En 2012, una puesta en escena de Krabat se estrenó en Idioma bajo alemán en la "Casa Pequeña" del Teatro Estatal de Oldemburgo por el conjunto AHB (August-Hinrichs-Bühne). Con traducción de Cornelia Ehlers, adaptación y montaje de Michael Uhl. Pascal Oetjegerdes debutó como actor en el papel de Krabat.

- En marzo de 2013, se estrenó Krabat como obra de ballet por la Compañía de Ballet de Stuttgart. La coreografía es de Demis Volpi, el libreto y la dramaturgia de Vivien Arnold. Musicalización por James Tuggle. Se reestrenó posteriormente, en enero de 2017.[20]

- En 2015, se estrenó Krabat como obra teatral escrita y dirigida por Diana Leesalu, producida por Jaagup Roomet y con la composición musical de Ardo Ran Varres en el Teatro de la Ciudad de Tallin, Estonia.[21]

- En 2016, el director Jörg Hinkel puso en escena Krabat en el marco del Festival de Bad Hersfeld. En ese año, recibió el Premio de la Crítica de Hersfeld por mejor dirección y producción.[22]

- En 2019, una nueva versión de Krabat fue puesta en escena por Markolf Naujoks en el Teatro Estatal de Maguncia, donde también se le dio un amplio alcance a la lengua soraba en forma de hechizos y canciones.[23]

### Videojuegos
- En 2001 se publicó el primer juego de PC en idioma sórabo, "Krabat je so nawróćił"  ("Krabat ha regresado"). Fue desarrollado por el grupo de proyectos Rapaki (sórabo para 'cuervos') en nombre de la Fundación para el Pueblo Sorbio. Posteriormente, en 2015 se publicó una continuación del juego (PC) bajo el título "Krabat und das Geheimnis des Wendenkönigs" ("Krabat y el secreto del Rey Sorbio"). También es el segundo juego de ordenador desarrollado en lengua soraba. El juego contiene una versión de voz en alto sórabo, así como una versión de texto en bajo sórabo y alemán. En 2018, se lanzó como un juego en línea y en 2019 se incluyó una versión en inglés,[24][25]

## Otros libros
Krabat es también el personaje principal de varios cuentos, autoría de escritores sórabos como:

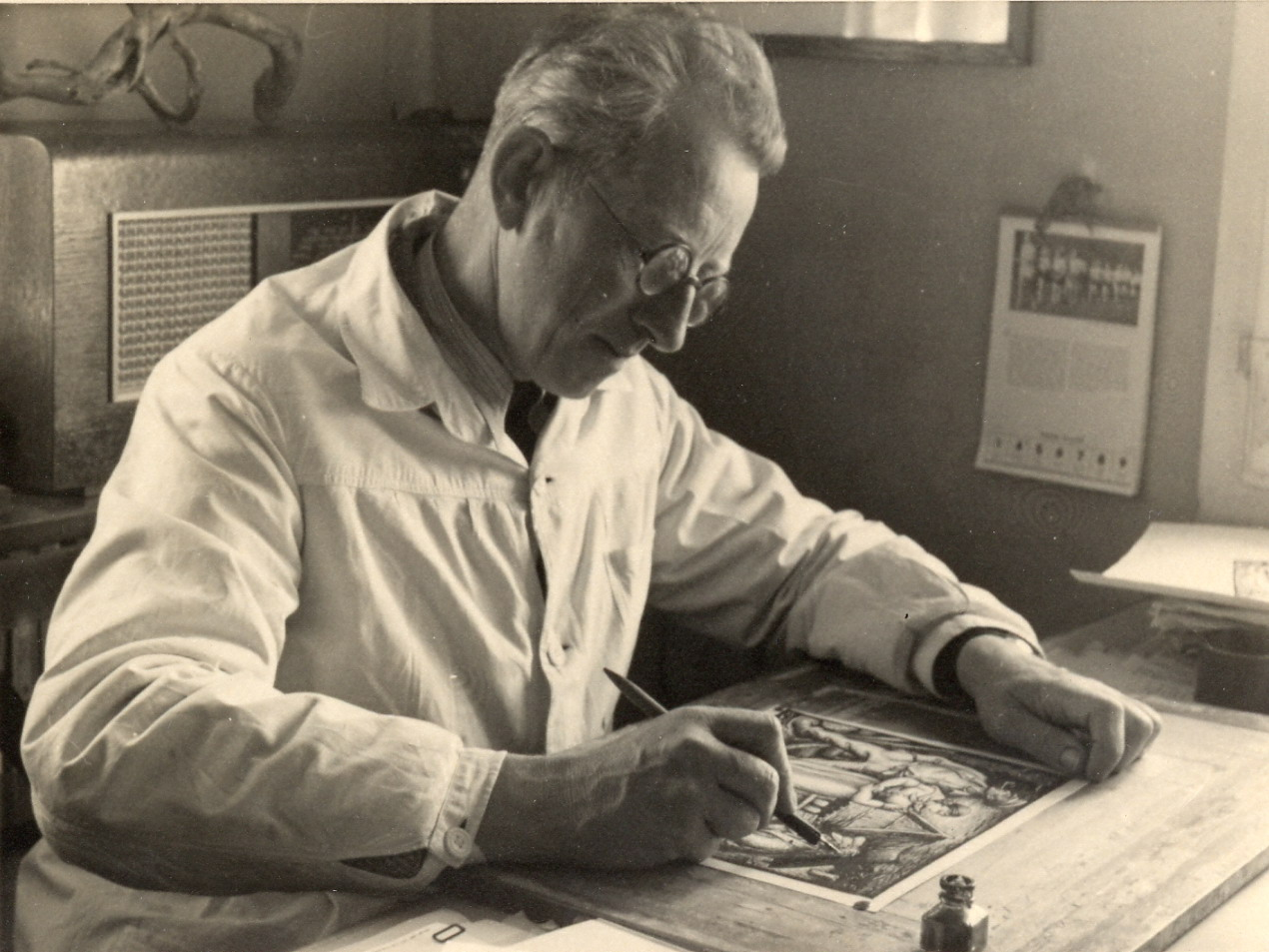
Měrćin Nowak

- Měrćin Nowak-Njechorński:  Mišter Krabat, dušny serbski kuzłar ("El señor Krabat, el buen mago sorbio"), 1954. Cuenta la leyenda de Krabat, el joven sorbio que se convierte en un salvador de la pobreza y la necesidad: con la ayuda del "Koraktor", un libro mágico que roba a un malvado molinero (que es realmente un mago oscuro), ayuda a prosperar a los granjeros.[26]

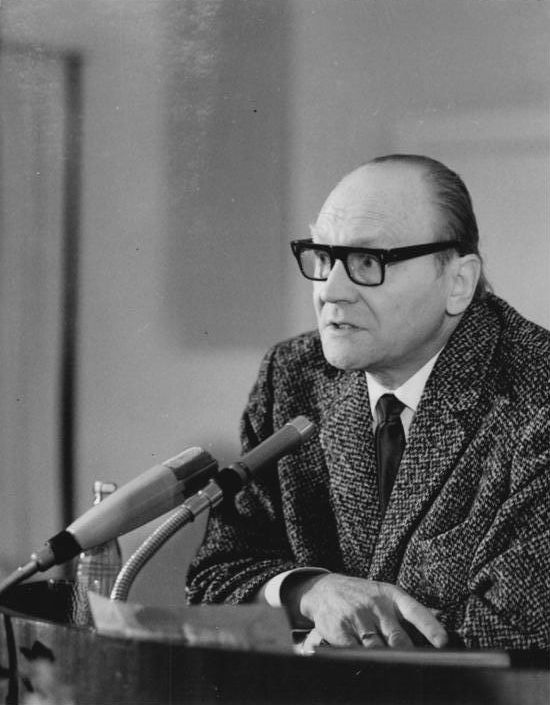
Jurij Brězan

- Jurij Brězan:  Die Schwarze Mühle ("El molino negro"), 1968. La vieja leyenda de Krabat, sus compañeros y el Mago Negro en el Molino Negro, contada con suspense y ambición filosófica: El conocimiento y la magia, el bien y el mal... al final ¿Quién gana? ¿Qué gana?

«Krabat se convirtió para mí en una gran figura cuestionadora; con él y a través de él intenté formular preguntas que mueven a la gente de todo el mundo».

 En Krabat oder Die Verwandlung der Welt ("Krabat o la transformación del mundo") de 1976, el autor retoma la leyenda sorbia del mago bueno. El protagonista de esta historia, es el bioquímico Jan Serbin, quien ha alcanzado fama mundial con sus investigaciones en el campo de la genética, habiendo recibido el Premio Nobel, y ha encontrado la "fórmula de la vida", un método que permite modificar genéticamente a las personas de manera que se desprendan de sus características negativas, como la avaricia y el egoísmo, o inclusive la voluntad de hacer la guerra. Para realizar su sueño de mejorar el mundo, intenta convertirse en el propio Krabat. Así, la leyenda se convierte en realidad y, en el transcurso de la trama, lo real y lo fantástico se entremezclan, al igual que los límites del espacio y del tiempo. Así pues, se trata de una novela fantástica, pero también crítica con la ciencia y la sociedad, y que además aborda cuestiones filosóficas, como hasta qué punto el fin justifica los medios.  Krabat oder Die Bewahrung der Welt ("Krabat o la conservación del mundo"), 1993. Esta obra es la continuación de la novela "Krabat o la transformación del mundo". Krabat  y su compañero de aventuras Jakub Kuschk, parten hacia una nueva hazaña, en busca de la Tierra de Glücksland (Felicilandia), que se encuentra detrás de las montañas de la esperanza y más allá del espejismo del desierto. Pero lo que encuentran hace que Krabat esté "enfermo del alma". Su bastón mágico se olvida de maravillarse y la trompeta encantada de Jakob se olvida de ser alegre. Con el telón de fondo de la destrucción ecológica del medio ambiente y los intereses del poder económico, se desarrolla una historia filosófica que refleja la agitación de la sociedad en el momento de la reunificación y las "debilidades de la economía de mercado".